# I Have No Mouth, and I Must Scream (joc video)
I Have No Mouth, and I Must Scream este un joc video postapocaliptic științifico-fantastic de groază point-and-click de aventură dezvoltat de Cyberdreams și The Dreamers Guild și publicat de Cyberdreams în 1995. Este bazat pe o povestire omonimă scrisă de Harlan Ellison și publicată în martie 1967. Cu toate că nu a fost un fan al jocurilor pe calculator și nu a avut în anii 1990 un computer personal, el a fost coautor al poveștii extinse și a scris o mare parte din dialogul jocului, totul pe o mașină de scris mecanică. Ellison a interpretat de asemenea vocea supercomputerului „AM” și a furnizat opera de artă folosită pentru un mousepad inclus în joc.
Jocul are loc într-o lume distopică în care o inteligență artificială, denumită „AM”, a distrus întreaga umanitate, cu excepția a cinci oameni, pe care i-a ținut în viață și i-a torturat în ultimii 109 ani, construind aventuri metaforice bazate pe defectele fatale ale fiecărui personaj. Jucătorul interacționează cu jocul luând decizii prin dileme etice care tratează probleme precum nebunia, violul, paranoia și genocidul.
Ellison a scris scenariului jocului de 130 de pagini împreună cu David Sears, care a decis să împartă povestea: fiecare personaj cu propria sa narațiune. Producătorul David Mullich a supravegheat activitatea companiei The Dreamers Guild în privința programării, artei și al efectelor sonore ale jocului; el a semnat un contract cu compozitorul de film John Ottman pentru ca acesta să realizeze coloana sonoră a jocului.
I Have No Mouth, and I Must Scream a fost lansat la 31 octombrie 1995 și a fost un eșec comercial, deși a primit laude critice. Lansările sale în versiunile franceze și germane au fost cenzurate din cauza temelor naziste, iar jocul a fost restricționat pentru jucătorii cu vârsta sub 18 ani.
Jocul a câștigat un premiu pentru „Cel mai bun joc adaptat din media liniară”  la Conferința dezvoltatorilor de jocuri de calculator. Computer Gaming World a acordat jocului un premiu pentru jocul de aventură al anului, l-a clasificat pe locul 134 în lista celor mai bune 150 de jocuri din toate timpurile. În 2011, Adventure Gamers l-a numit „al 69-cel mai bun joc de aventură lansat vreodată”.

## Legături externe
- I Have No Mouth, and I Must Scream, youtube.com

## Vezi și
- 1995 în științifico-fantastic